# Volker Steinbacher

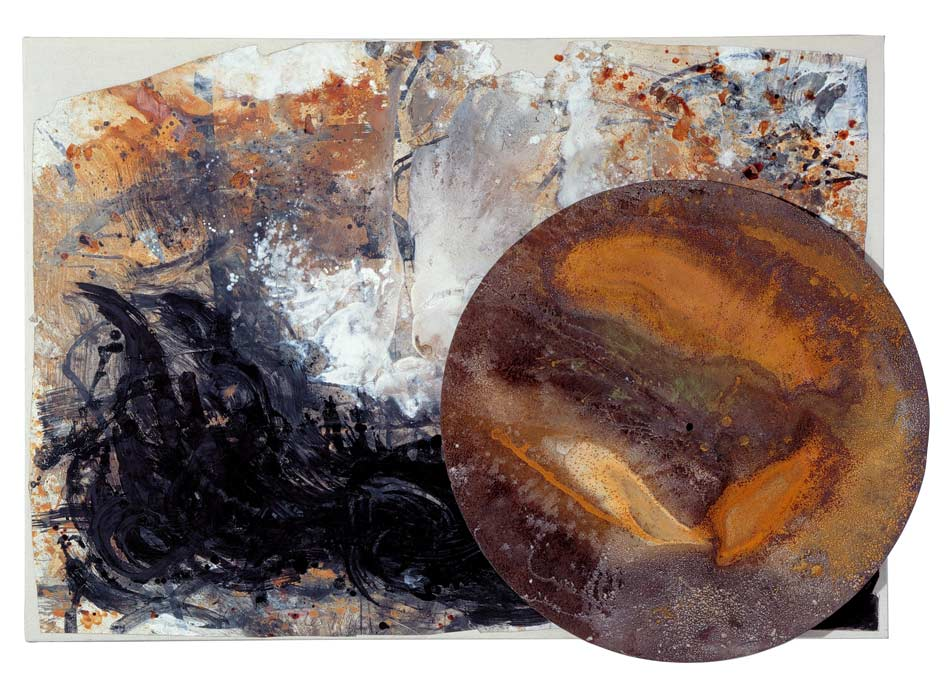
1996 – Neue-Erde-II

Volker Steinbacher (* 1957 in Neu-Isenburg) ist ein deutscher Maler, Graphiker und Konzeptkünstler.
Er studierte Malerei und Freie Graphik an der Staatlichen Hochschule für Bildende Künste Frankfurt am Main, Städelschule, bei Christiane Maether und Johannes Schreiter sowie Bühnenbild bei Klaus Gelhaar an der Hochschule für Gestaltung Offenbach am Main.
Schwerpunkte seiner Arbeit sind die Collage, die Radierung und das
multimediale Kunstprojekt Welt Auge – Der Weg der Steine.
Seine Werke werden seit 1978 in Deutschland ausgestellt, u. a. in der Darmstädter Sezession sowie in Galerien und Kunstvereinen in Saarbrücken, Frankfurt am Main, Köln, Mannheim, Hanau, Darmstadt und Marburg. 1992 wurde er mit dem Kunstpreis der Marielies-Hess-Stiftung, Frankfurt am Main ausgezeichnet. 1994 und 1995 erhielt er Arbeitsstipendien der Aldegrever-Gesellschaft Münster in den Kupferdruckwerkstätten Kätelhön in Möhnesee.
Von 2011 bis 2014 leitete er als Dozent den Fachbereich Freie Druckgrafik an der Hochschule für Gestaltung Offenbach am Main.
Er lebt und arbeitet in Frankfurt am Main.

## Publikationen
- Workshop Radierung: Gravieren, Drucken, Kolorieren. Wiesbaden 2006, Englisch Verlag, ISBN 978-3-8241-1337-8.
- Der Weg der Steine. Darmstadt 2006, Kunstarchiv Darmstadt[1]
- kopf über land unter. Marburg 2010, Marburger Kunstverein.
- No Strg Z, Freie Druckgrafik. Offenbach am Main 2016 Hochschule für Gestaltung Offenbach am Main, ISBN 978-3-945365-09-0.
- Abschüssiges Gelände, Druckgrafische Arbeiten 1999–2021. Frankfurt am Main 2021, ISBN 978-3-931799-17-5.